# Trovärdighet och tillförlitlighet
Trovärdighet och tillförlitlighet är två juridiska termer som ofta används tillsammans i domskäl och vid bedömningen av vittnesutsagor.
- Trovärdighet är åhörarens subjektiva bedömning av en utsaga, den förnimmelse av sanning som betraktaren uppfattar i utsagan och hur pass sannolika uppgifterna verkar.[1][2]
- Tillförlitlighet i en utsaga är dess bevisvärde efter att den har prövats mot andra utsagor och fakta.[1][2]

Skillnaden innebär att ett vittne (som talar osanning) kan framstå som mycket trovärdig när den vittnar men vars utsaga visar sig inte vara tillförlitlig (när det visar sig att uppgifterna i utsagan inte stämmer). Det betyder också att ett vittne som av olika orsaker inte framstår som trovärdig när den vittnar kan ge en utsaga som faktiskt visar sig vara helt tillförlitlig (när det visar sig att uppgifterna i utsagan faktiskt stämmer).
Vid svenska Migrationsverkets bedömningar är tillförlitlighet uttrycklingen överordnad trovärdighet.
Bedömningen av trovärdighet görs till största del under huvudförhandlingen, medan bedömningen av tillförlitligheten görs under överläggningen.